# Den Danske Billard Union

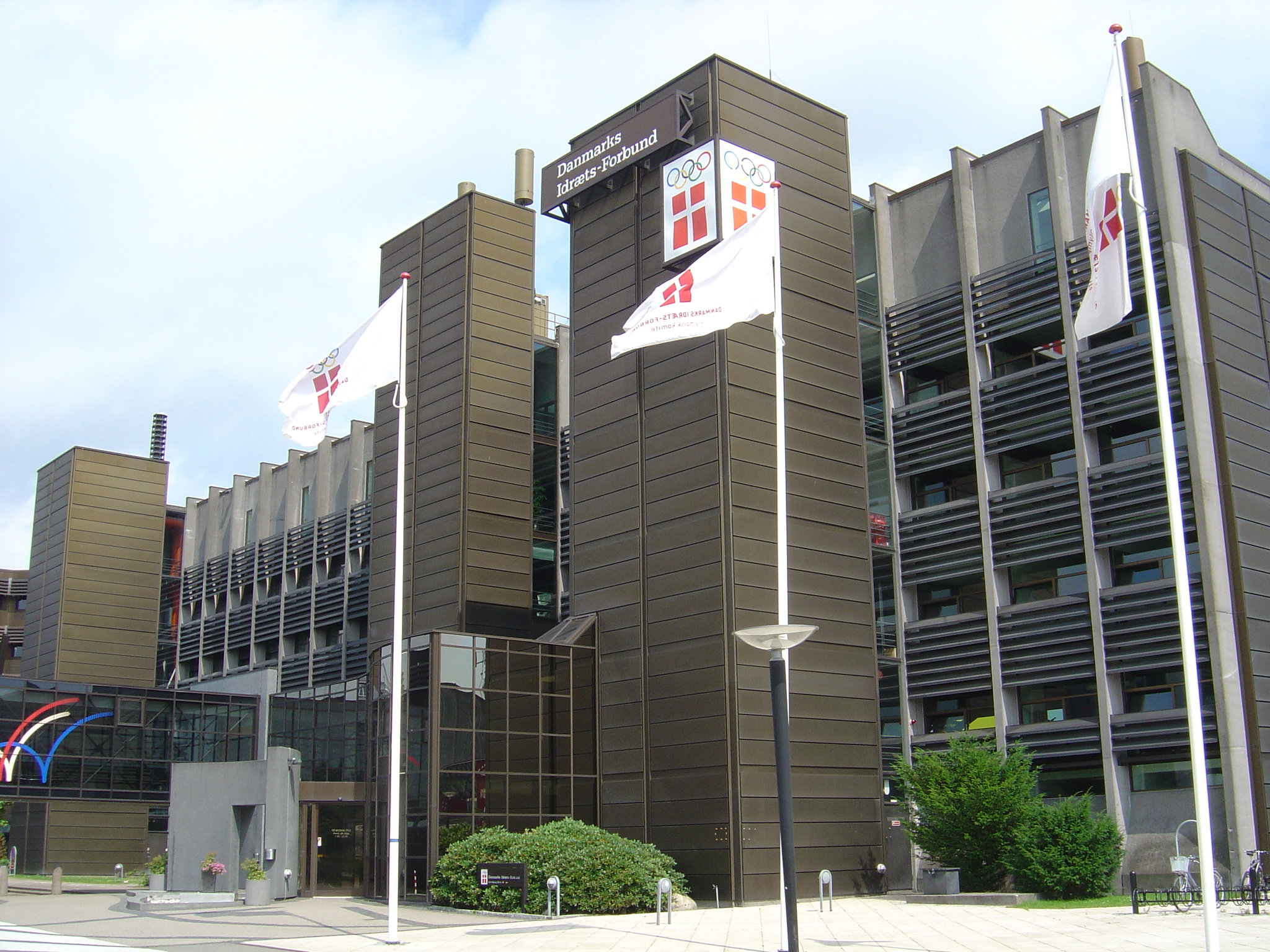
Sitz des Dänischen Sportbundes (DIF) und der DDBU

Die Den Danske Billard Union (DDBU) ist der nationale dänische Billardsportverband. Er ist dem Weltverband Union Mondiale de Billard (UMB) und dem Kontinentalverband Confédération Européenne de Billard (CEB) unterstellt. Er vertritt die Interessen in den Disziplinen Karambolage, Snooker und Poolbillard.

## Geschichte
Gegründet wurde der Sportverband am 27. Februar 1934 in Kopenhagen. 2019 hat er seinen Sitz in Brøndby Kommune.

## Aufgaben
Wie alle Nationalverbände kümmert sich die DDBU um die nationalen Belange seiner Mitglieder/Spieler, richtet Nationalmeisterschaften aus und entsendet bzw. nominiert Spieler für internationale Wettbewerbe wie Welt- und Europameisterschaften.

## Mitgliedschaften
- Union Mondiale de Billard (UMB)
- World Pool-Billiard Association (WPA)
- International Billiards & Snooker Federation (IBSF)
- Confédération Européenne de Billard (CEB)
- European Pocket Billiard Federation (EPBF)
- Danmarks Idrætsforbund (DIF)

## Übergestellte Verbandsstruktur
|  |

|  |

|  |